# Sexteto de cuerdas (Dvořák)

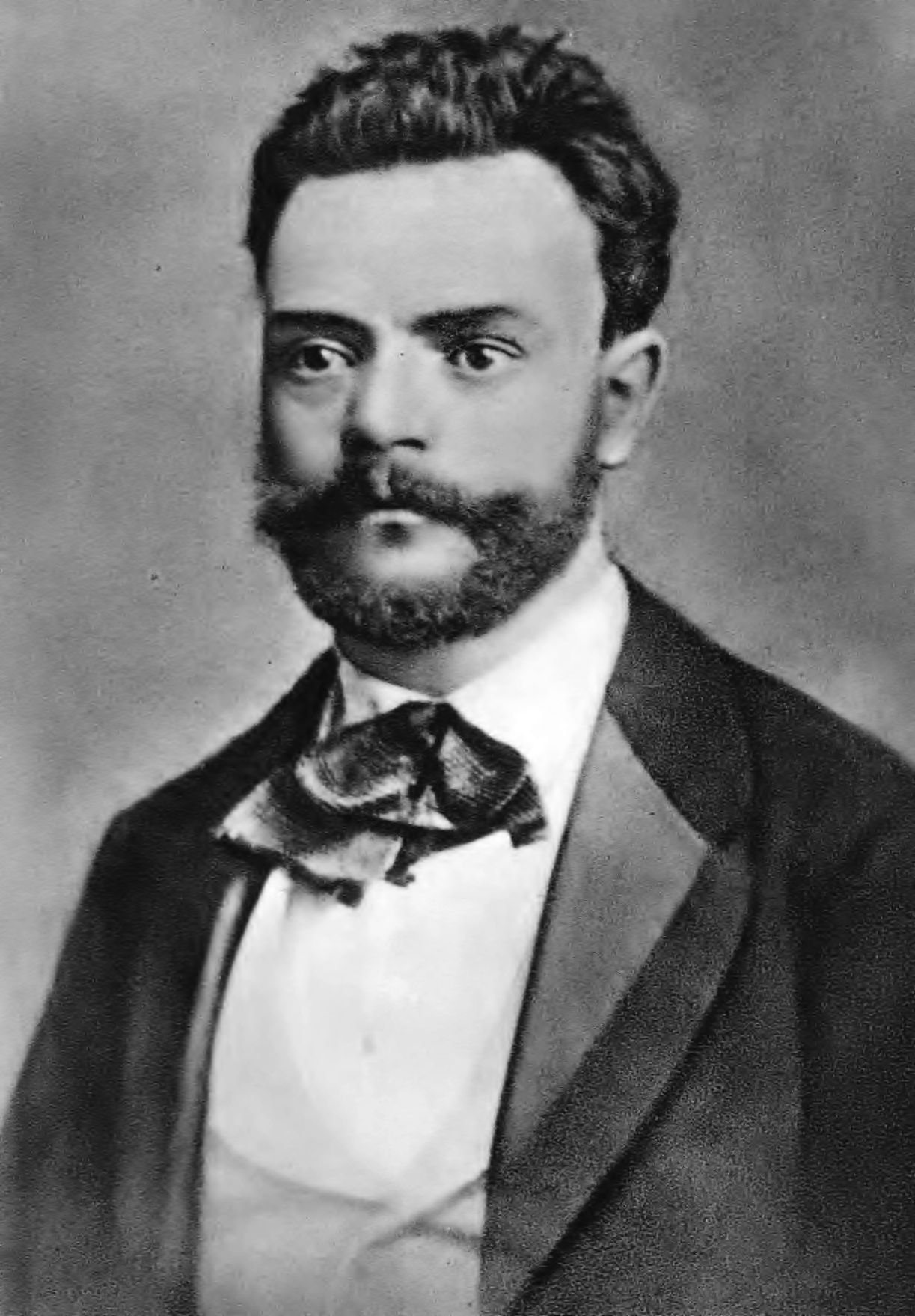
Antonín Dvořák, compositor de la obra, en 1870.

Sexteto de cuerda en la mayor, op. 48, (B.80), es una obra compuesta por Antonín Dvořák para dos violines, dos violas y dos violonchelos. La escribió en su mayor parte en mayo de 1878 y fue la primera obra que se estrenó fuera de Bohemia.

## Historia
El período 1875 a 1879 fue muy importante en la vida del compositor, que recibió subvenciones del gobierno en ese momento, lo que le permitió concentrarse únicamente en componer. El sentido de la responsabilidad lo llevó a una labor ardua y prolífica, y uno de los frutos de su actividad fue esta obra.
El editor alemán de Dvořák, Fritz Simrock, ofreció la obra a su amigo y colaborador Joseph Joachim (famoso violinista y líder de un cuarteto de cuerdas), y él, junto con otros artistas, interpretó la obra en privado el 19 de julio de 1879. El compositor estuvo presente y quedó encantado con la interpretación. Al día siguiente, le escribió a su amigo Alois Göbl: «...Joachim esperó con impaciencia mi llegada e incluso organizó una velada en mi honor. Durante la celebración tocaron mi nuevo cuarteto y sexteto. Tocaron con gran comprensión y entusiasmo...». Joachim y sus compañeros realizaron el estreno público de la obra en Berlín el 9 de noviembre de 1879. Unos meses después también la representaron en Londres.
La composición fue publicada por Fritz Simrock en 1879 y la edición crítica de la obra se imprimió en 1957.

## Estructura
La pieza consta de cuatro movimientos:
1. Allegro — Moderato
2. Dumka. Poco allegretto
3. Furiant. Presto
4. Finale. Tema con variazioni. Allegretto grazioso, quasi andantino

La obra fue compuesta al mismo tiempo que las Rapsodias eslavas (op. 45) y las Danzas eslavas (op. 46). Escrita en un estilo similar, también puede llamarse «eslava». Dos movimientos internos son en parte estilizaciones del dumka y en parte del furiant. El primer movimiento está escrito en forma sonata y la última parte está compuesta en forma de variaciones, en un tono suave y meditativo.

## Grabaciones
- String Quintet No. 2, String Sextet. Supraphon 1992.[1]